# Gesualdo (Italia)
Gesualdo è un comune italiano di 3 195 abitanti della provincia di Avellino in Campania.

## Geografia fisica
Il comune sorge nell'Irpinia centrale, fra le valli del Ansanto e dell'Ufita, a ridosso di una dorsale.
Il suo territorio è caratterizzato da una forte escursione altimetrica (max 781 m s.l.m. in località Otica - min 319 m s.l.m. presso il Torrente Fredane).
La casa comunale sorge a quota 676 m s.l.m.

### Sismologia
Il territorio comunale di Gesualdo è parte del distretto sismico dell'Irpinia. In occasione del terremoto del 1980 vi furono, nel solo comune di Gesualdo, 9 morti, 40 feriti e 605 senzatetto.
- Classificazione sismica: zona 1 (sismicità alta)[5]

## Storia

### Dalla preistoria al periodo romano
L'esposizione a sud, sul fianco destro della valle del fiume Fredane, affluente del Calore Irpino, ha permesso che il territorio del comune di Gesualdo fosse frequentato fin dalla preistoria.
Lo studioso Arturo Palma dell'Università degli Studi di Siena, in alcuni sopralluoghi avvenuti fra il luglio e l'ottobre del 1975 presso la località "Cave di Pietra" di Gesualdo, rinvenne "industria litica […] del tipo clacto-taycoide".
Un insediamento del neolitico finale (XXXI secolo a.C.-XXV secolo a.C.) è testimoniato dal rinvenimento in località Capo di Gaudio di alcune scuri di selce levigata "di tipo conoidale lenticolare con profilo triangolare isoscele a base convessa" esposti al museo provinciale, sezione archeologia, ai nn. 650, 651 e 652. Alla fine del III millennio a.C. si fanno risalire resti di strutture di un insediamento e una necropoli con tombe a fosso esplorate dal Penta nel 1893, in località Fiumane, vicino al fiume Fredane. Questi rinvenimenti nel territorio gesualdino testimoniano tracce della presenza umana dell'Eneolitico, del Neolitico e del Paleolitico.
Ai suddetti ritrovamenti se ne sono aggiunti altri attribuibili all'epoca romana, caratterizzati da necropoli e ville localizzate nelle contrade di San Barbato, Paolino e Volpito che si trovano a qualche chilometro dal centro storico e nella zona di via Pastene.

### Gesualdo longobarda: Le origini - Il Cavaliere Gesualdo
Lo storico locale Giacomo Catone sosteneva che la rocca ed i possedimenti di Gesualdo vennero donati nel 650 d.C. da Romualdo, duca di Benevento, agli eredi del cavaliere, che da eroe leggendario, per difendere il proprio duca, si immolò durante la guerra tra i Longobardi e i Bizantini capeggiati dall'imperatore Costante II quando costui tentò di conquistare l'Occidente. Gli storici Scipione Ammirato, Giovanni Antonio Summonte, Alessandro Di Meo ed altri, sostenevano che l'eroe longobardo, balio del duca Romualdo, si chiamava Gesualdo e di conseguenza bisogna supporre che la terra donata agli eredi del cavaliere fosse chiamata Gesualdo.
Tutti questi storici si rifanno all'autorevole Historia Langobardorum di Paolo Diacono, il quale però dice che l'eroico cavaliere si chiamava Sessualdo e non parla di donazioni agli eredi.
Altra ipotesi sull'origine del nome è di Cipriano de Meo, il quale sostiene che il nome medievale di Gesualdo fosse Gisivaldum, da Gis-wald, dove "Gis"' è il nome del suddetto cavaliere e "wald" vuol dire bosco, quindi "Il bosco di Gis", pertanto confutando le altre tesi che ritenevano la denominazione Gesualdo derivare dal nome dell'eroico Cavaliere.
La figura storica del Cavaliere longobardo Gesualdo si colloca intorno alla metà del VII secolo, all'epoca del conflitto tra Longobardi e Bizantini per il controllo dell'Italia meridionale. Nell'anno 663, i bizantini guidati dall'Imperatore Costante II, detto il Pogonato, misero a ferro e fuoco il fragile Ducato di Benevento cingendone d'assedio la capitale allora retta dal principe Romoaldo figlio del duca di Benevento Grimoaldo.
Il giovane principe, ai cui servigi era il cavaliere, trovandosi in serie difficoltà a causa dello strapotere dei assedianti ordinò al Gesualdo di raggiungere a Pavia il padre Grimoaldo per chiedere rinforzi. Il cavaliere riuscì ad avvertire il duca che immediatamente dispose l'invio di rinforzi alla volta di Benevento, ma di ritorno da Pavia fu vittima di un'imboscata tesagli dai soldati bizantini che lo catturarono.
L'imperatore bizantino propose al cavaliere di mentire al suo signore in cambio della libertà; quest'ultimo finse di assecondare le richieste nemiche e, una volta condotto davanti alle mura della città, ruppe l'accordo comunicando agli assediati l'imminente arrivo dei rinforzi. Le milizie bizantine fiaccate nel numero e nel morale dopo mesi d'assedio, a causa dell'eroico gesto del cavaliere e dell'imminente arrivo dei nemici dal Nord, furono costrette a rompere l'assedio. L'imperatore Costante II, prima di darsi alla fuga, ordinò la condanna a morte del Cavaliere. Per sdegno e per rivalsa, impose che la sua testa mozzata venisse lanciata oltre le mura e che il suo corpo fosse gettato nel fiume Calore. La leggenda vuole che il Principe Romoaldo, in un ossequioso gesto di pietà verso il prode suo servitore, raccolse il capo mozzato del Cavaliere, per dargli poi l'onore della più degna delle sepolture.
Sulla scorta di altri riscontri storiografici, è lecito pure supporre che la rocca di Gesualdo sia stata edificata dai Longobardi dopo la Divisio ducatus tra Radelchi e Siconolfo, come avamposto di difesa dei confini orientali del gastaldato di Quintodecimo, entrato a far parte del ducato di Benevento. La sua costruzione collocata in questo caso nella seconda metà del IX secolo si giustifica pienamente, se si considera che la Divisio accelerò il processo di frazionamento signorile della Longobardia meridionale e che in questi anni, nel Mezzogiorno, si verificò nuovamente una penetrazione di forze esterne che, a parte quelle saracene, fu caratterizzata dalle invasioni dei Franchi, dei Franco-Spoletini, dei Bizantini e dalla politica aggressiva del Papato.

### Gesualdo normanna: La signoria di Gesualdo
I discendenti del primo Gesualdo per quattrocento anni furono i Signori del territorio, man mano ingrandito; dipendevano dal Duca di Benevento, e gli furono fedeli sempre, fino all'estinzione della famiglia, che coincise con la conquista normanna.
Negli annali storici, la prima citazione della "rocca di Gesualdo" è del 1137 e la fa Pietro Diacono, quindi nell'epoca normanna che Gesualdo cominciò ad avere uno sviluppo dell'aggregato urbano intorno alla suddetta rocca che fu trasformata in castrum e poi con il passare dei secoli da struttura difensiva ad abitativa, fino a diventare un maestoso e possente castello che caratterizza il panorama.
La dinastia normanna che signoreggiò Gesualdo ha avuto origini da Guglielmo, figlio illegittimo di Ruggero Borsa (di tale Ruggero rimane un'iscrizione incompleta "… ROGERII NORTHMI APULIÆ ET CALABRIÆ DUCIS …" nel cortile del castello). Guglielmo fu il primo signore di Gesualdo di cui abbiamo notizie con documento del 1141. Questi sposò Abelarda, signora di Lucera, figlia del conte di Lecce. Ebbe due figli: Elia ed Aristolfo. Quest'ultimo guidò un esercito in Terra Santa ai tempi del re Guglielmo II di Sicilia. Alla morte di Guglielmo, avvenuta intorno al 1150 (nel 1145 era sicuramente vivo e nel 1152 era sicuramente morto), subentrò suo figlio Elia, 2º signore di Gesualdo.
Il XII secolo coincise con il periodo di massima espansione della Signoria di Gesualdo con il dominio esteso su 36 luoghi tra città e terre situati in tre province, la maggior parte in Principato Ultra, altre in Principato Citra e Basilicata. Dal Catalogus Baronum, Elia, figlio di Guglielmo, risulta signore di una vastissima baronia. Egli amministra personalmente i feudi di Gesualdo, Frigento, Mirabella, Paternopoli, San Mango, Bonito, Lucera e San Lupolo (presso Lucera)..
Dal matrimonio di Elia con Diomeda nacquero cinque figli: Guglielmo, Roberto, Ruggero, Goffredo e Maria. Il primogenito Guglielmo non poté succedere al padre, poiché aveva partecipato ad una congiura contro il re, e pertanto alla morte di quest'ultimo subentrò il secondogenito Ruggero, che aveva ottenuto il titolo di conte da Enrico VI nel febbraio del 1187.
Ruggero, 3º signore di Gesualdo non ebbe eredi. La baronia di Gesualdo si ridusse, in epoca sveva, al solo possesso di Gesualdo, Frigento, Taurasi e Mirabella Eclano. Il fratello di Ruggero, Roberto, fu il primo ad assumere il cognome Gesualdo. Costui ebbe due figli: Elia e Gesualda.
Dopo Ruggero furono signori di Gesualdo dei tedeschi, nominati da Federico II. Di essi ricordiamo: Hermann Von Strimberg, Raynaldus De Lavareta, attestato nella signoria di Gesualdo fino al 1226.
Successivamente l'imperatore Corrado IV restituì a Elia II Gesualdo, figlio di Roberto e nipote abiatico di Ruggero, i beni che tornarono così alla dinastia Gesualdo. Nel 1246 Elia, d'accordo con il papa, congiurò contro l'imperatore. Essendo stata scoperta la congiura, Elia corse dall'imperatore a fare atto sottomissione per avere salva la vita. L'imperatore, che già gli aveva tolto le terre di Grottaminarda, lo privò del titolo principesco, ma gli rese salva la vita. Successivamente, con l'avvento di Carlo I d'Angiò, Elia II, per i suoi meriti sui campi di battaglia, dopo la sconfitta di Manfredi riottenne le sue terre e nel 1269 fu nominato Giustiziere in alcune terre della Calabria. Sposò Giovanna di Ponziaco, dalla quale ebbe quattro figli: Nicolò, Mattia, Roberto e Francesca, che si maritò con Rainaldo, signore di Avella, nel 1276.
Alla morte di Elia subentrò il figlio Nicolò I Gesualdo, 5º signore di Gesualdo. Egli partecipò alla guerra che il re Carlo II d'Angiò fece per recuperare la Sicilia. Nel 1289 fu nominato Capitano della città di Napoli. Il 20 febbraio 1299 gli fu confermato dal re Carlo II d'Angiò il possesso della baronia di Gesualdo. Morì nel 1300. Nicolò I sposò Giovanna della Marra, dalla quale ebbe due figlie: Roberta e Margherita. Roberta divenne moglie di Giacomo di Capua (figlio di Bartolomeo, Gran Protonotario del regno) e portò in dote Gesualdo con buona parte della sua baronia insieme alla città di Frigento; in seconde nozze si unì a Dragone di Merlotto. Margherita, l'altra figlia di Nicolò I, fu impalmata dal conte Americo di Sus. Dal matrimonio di Roberta con Dragone nacquero due figlie: Maria e Margherita. La primogenita, a cui spettò il feudo di Gesualdo, sposò il conte Filippo Filangieri, signore di Candida. Dal loro matrimonio nacque Giacomo Filangieri, conte di Avellino. Nel 1335 la famiglia Gesualdo promosse la fondazione del monastero dei Celestini a Gesualdo, poi diventata sede del Comune.
Nel 1365 Mattia II Gesualdo, 6º signore di Gesualdo, figlio di Nicolò II, nipote abiatico di Mattia I comprò da Cobello Filangieri, per 650 once d'oro, il feudo di Gesualdo e il casale di Volpito. Ritornò così il feudo di Gesualdo alla famiglia Gesualdo.
Nella seconda metà del XV secolo, durante il Regno aragonese, Gesualdo e il suo castello furono spesso oggetto di azioni guerresche. Una prima volta, durante la Congiura dei baroni che spalleggiano gli Angioini per la riconquista del regno, la rocca di Gesualdo, di cui è signore il conte Giacomo Caracciolo, nell'ottobre del 1461, è assediata dall'esercito aragonese. Cannoneggiata e affamata dall'assedio, dopo la resa, per rappresaglia, gli abitanti di Gesualdo, che pur hanno aiutato il re aragonese furono sottoposti ad un mortale sacco dai saccomanni sforzeschi. Una seconda volta a fine '400, Luigi Gesualdo, il nuovo signore, pur beneficiato della libertà da Ferdinando D’Aragona dopo un primo arresto, passa dalla parte dei Francesi, questi, accampati al Piano di S. Filippo, fra Frigento e Gesualdo, sono sbaragliati dagli Spagnoli..Con il passaggio dell'ex regno di Napoli a provincia della potente Spagna nel 1504, i baroni e i castelli perdono definitivamente la loro importanza politico-militare.
Nel censimento dell'anno 1500, Gesualdo contava 2 058 abitanti. Per diritto ereditario divennero Signori di Gesualdo: Lionetto Gesualdo, Sansonetto Gesualdo, Luigi II, conte di Conza, poi Nicolò IV Gesualdo, Luigi III Gesualdo, Fabrizio I Gesualdo, Luigi IV Gesualdo, che al titolo di conte di Conza aggiunse, nel 1561, il titolo di principe di Venosa. A Luigi IV Gesualdo successe Fabrizio II Gesualdo ed infine Carlo Gesualdo (1566-1613) XII Signore di Gesualdo, ultimo e più famoso del casato.

### L'avvento di Carlo Gesualdo (1566-1613)

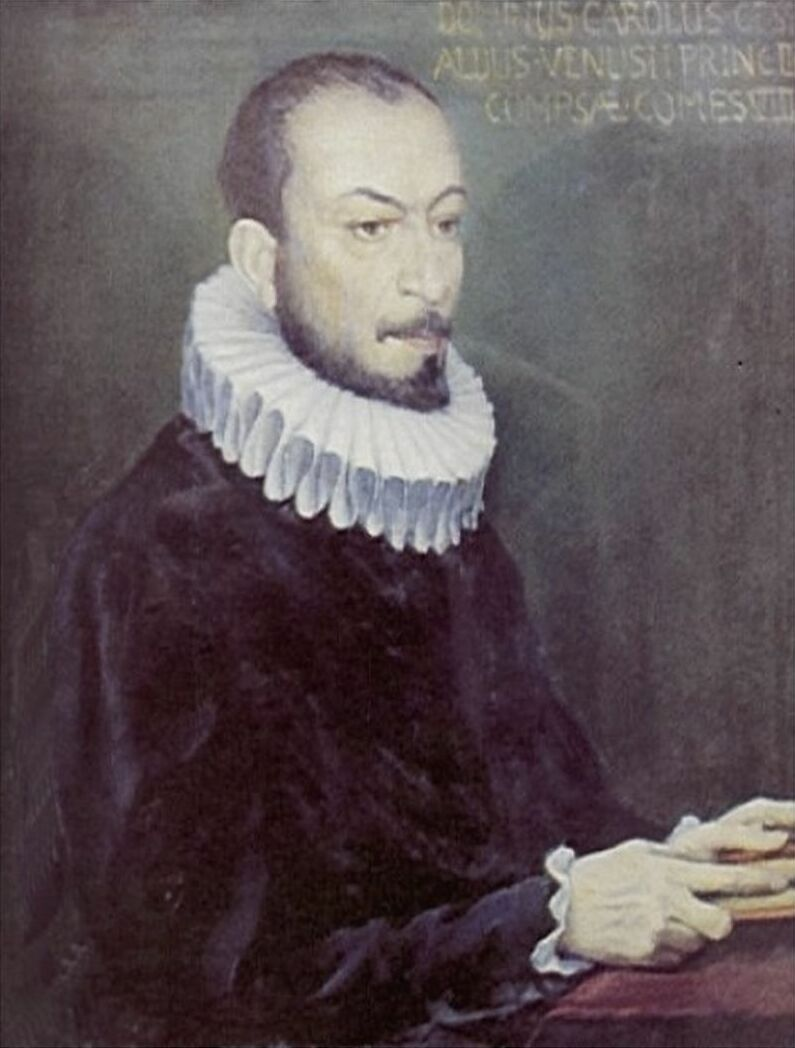
Carlo Gesualdo, Principe dei musici

La presenza del principe Carlo Gesualdo diede lustro alla vita gesualdina: per suo volere il castello venne trasformato da rude fortezza in una raffinata dimora capace di accogliere una fastosa corte canora nel vago e vano tentativo di emulare quella di Ferrara. Letterati e poeti furono frequentatori assidui del Castello di Gesualdo tra questi suo grande amico fu il poeta Torquato Tasso.
Nell'isolamento di Gesualdo, il principe continuò a comporre, a discutere quasi ossessivamente di musica, a rielaborare stimoli e suggestioni dell'esperienza ferrarese. Scrisse lavori anche di carattere religioso, che sembrano interrompere "come una parentesi ascetica il lungo intervallo di silenzio apparente tra i madrigali pubblicati a Ferrara e quelli degli ultimi due libri": nel 1603 uscì, a cura di G.P. Cappuccio e per i tipi di C. Vitale, la stampa napoletana in due volumi delle Sacrarum cantionum; nel 1611, a Gesualdo e a cura dello stampatore Carlino Archiviato il 12 maggio 2014 in Internet Archive., vennero quindi stampati i Responsoria, esempio piuttosto raro e notevole per l'epoca di un intero ciclo del Triduo sacro musicato da un unico compositore.
Nello stesso anno, sempre a Gesualdo, venne pubblicato anonimo il quinto libro di madrigali a cura di G. G. Carlino, l'editore-stampatore che il principe di Venosa aveva voluto operante e al suo esclusivo servizio in un locale del castello adibito a tipografia.
Durante questo lungo periodo 1596-1613 (diciassette anni), più di un terzo della vita di Carlo, la cittadina di Gesualdo godette della magnificenza del principe che, per cercare la pace dell'anima e il perdono di Dio, fra tante altre opere, fece edificare tre chiese e due conventi: uno per i Domenicani e uno per i Cappuccini nel quale è custodita la pala del Perdono di Gesualdo, dipinta nel 1609 da Giovanni Balducci da Firenze.

### Niccolò Ludovisi, signore di Gesualdo

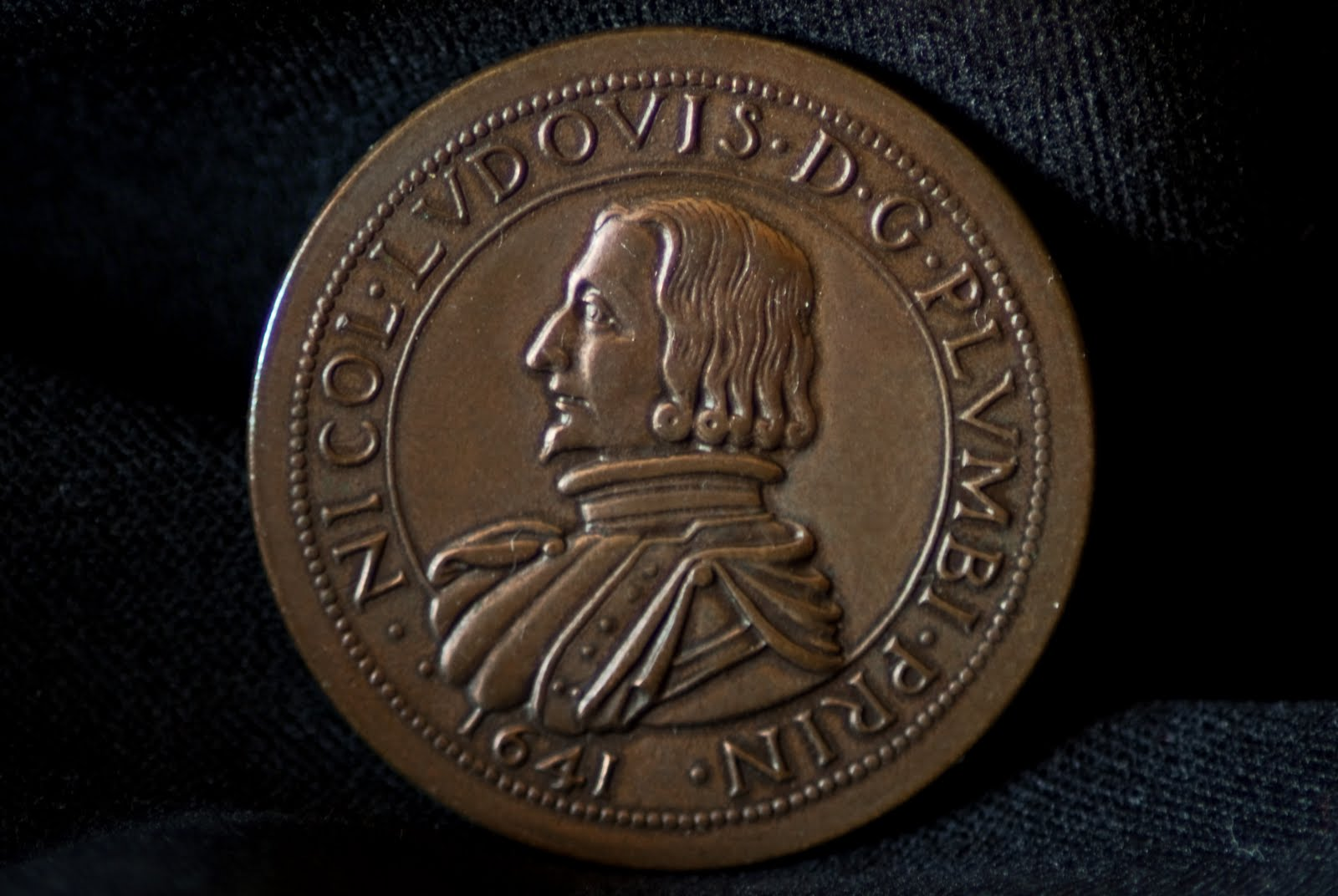
Antonella Caterini, ricostruzione del "Testone", moneta coniata dal Principe Niccolò Ludovisi nel 1641 (originale al museo civico di Bologna)

Alla morte di Carlo Gesualdo, a succedergli nel titolo di Signore di Gesualdo, fu Niccolò I Ludovisi, che nel 1622 sposò Isabella nipote di Carlo e figlia di Emanuele (figlio del Principe Carlo e di Maria d'Avalos morto per una rovinosa caduta da cavallo pochi giorni prima della morte del padre).
Niccolò I Ludovisi continuò ed arricchì l'opera edificante di Carlo Gesualdo, come testimoniano le lapidi di pietra presso i conventi dei Domenicani e dei Cappuccini, gli antichi stemmi che si trovano sopra la porta secondaria della chiesa di San Nicola e sopra l'ingresso del convento dei Cappuccini e il dipinto sulla volta a crociera dell'ingresso del castello.
La presenza del Ludovisi, meno osannata rispetto a quella del suo illustre predecessore, fu senza dubbio determinante nella crescita urbana e sociale di Gesualdo. Per volere del Ludovisi, l'antico abitato di Gesualdo venne profondamente rinnovato sotto l'influenza dei dettami dell'architettura urbanistica rinascimentale, infatti i nuovi signori del luogo promossero lo sviluppo urbanistico intorno al castello con l'edificazione di numerosi palazzi per la corte e alloggi per la servitù creando l'area della cittadella ancora oggi così denominata, e favorirono la nascita del borgo fuori dalla rocca fortificata.
Il nuovo signore di Gesualdo si adoperò per il completamento delle opere intraprese da Carlo Gesualdo ed arricchì il patrimonio urbano di strade, fontane e piazze e numerose altre opere civili come la torre neviera, acquedotti e ampi portali d'ingresso all'abitato, in modo da rendere al luogo gli aspetti compiuti di una città. Alla sua fervente religiosità, si deve poi l'edificazione di numerosi luoghi di culto, che arricchì di numerose opere pittoriche.
Grazie a questo considerevole slancio urbanistico e rilancio sociale, Gesualdo arrivò a contare 2 538 abitanti, una cifra considerevole per quell'epoca.
A Nicolò successe, nel 1658, il figlio Giovanni Battista che, nel luglio del 1682, vendette il feudo per 12 000 ducati a Isabella della Marra, moglie di Girolamo Gesualdo, marchese di Santo Stefano.

### Gesualdo dall'età moderna alla fine dei diritti feudali
Nel 1688 i Gesualdo ripresero la Signoria della Città con l'avvento di Domenico Gesualdo, appartenente a un ramo collaterale della famiglia di Carlo. Costui, per concessione di Filippo V, tramutò il titolo di signore in principe. Così furono principi di Gesualdo gli eredi Nicola (1705), Fabrizio (1738), e Dorizio di Sangro (1770).
Nel quadriennio 1743-46 il suo territorio fu soggetto alla giurisdizione del regio consolato di commercio di Ariano, nell'ambito della provincia di Principato Ultra. Nel 1753 il re Carlo III, con diploma reale attribuì a Gesualdo il titolo di città.
Nel 1772 Dorizio di Sangro cedette il feudo per 40 000 ducati a Giuseppe Caracciolo di Torella dei Lombardi, XXII e ultimo Signore di Gesualdo, sancendo la fine del secolare dominio della Famiglia Gesualdo, i Caracciolo mantennero il dominio fino all'abolizione dei diritti feudali.
Durante la Repubblica partenopea nel 1799 il castello fu saccheggiato, depauperando e distruggendo così gran parte degli arredi, della cultura e della storia di questo magnifico e maestoso maniero.
Nel 1855, la proprietà del Castello passò alla famiglia Caccese, che ne dispose una profonda trasformazione strutturale.

### Gesualdo dall'Unità d'Italia ad oggi
A seguito della soppressione del Principato Ultra, con l'Unità d'Italia Gesualdo entrò a far parte della provincia di Avellino. Negli anni successivi all'unificazione nazionale, come molti paesi del circondario e della vicina Basilicata, divenne teatro di episodi legati al fenomeno del Brigantaggio.
La miseria e povertà dei decenni post-unitari indusse ampie fette della popolazione ad una massiccia emigrazione, in particolare verso le Americhe (Argentina e Stati Uniti).
Il flusso migratorio riprese in modo cospicuo dopo il secondo conflitto mondiale, in particolare verso il Venezuela (dove si contano numerose comunità gesualdine), verso l'Europa, soprattutto in Germania e Svizzera, e nell'Italia settentrionale (nutrita la presenza di gesualdini in Emilia-Romagna).
Fino a metà del secolo scorso, Gesualdo basava la sua economia prevalentemente sul commercio, in particolare del bestiame e dei prodotti agricoli. Le Fiere cittadine, la cui tradizione risale al 1588, erano assai ricche e conosciute ed attiravano compratori da tutta l'Irpinia e dalla vicina Puglia..
A sostenere fortemente l'economia locale contribuivano inoltre l'agricoltura, con grandi produzioni di ortaggi tra questi in particolare il sedano, e l'artigianato, in particolare del legno e della pietra.
Il catastrofico terremoto del 1980 che sconvolse l'Irpinia, provocò a Gesualdo ingentissimi danni al patrimonio edilizio e la morte di 7 persone, vittime dei crolli. Il centro storico cittadino, che era la parte più densamente popolata, subì gravissimi danni e rimase del tutto inagibile per molti anni. La lenta ricostruzione post sisma, durata per decenni e ancora oggi non del tutto ultimata, dopo un'iniziale ventata di ottimismo caratterizzata dal fiorire del settore edilizio e delle attività ad esso legate non fu seguita da un'efficace azione di rilancio delle attività produttive.
Negli ultimi anni le istituzioni e le associazioni locali hanno intrapreso una forte azione di rivalutazione e rilancio dell'importante patrimonio storico e culturale del paese nella prospettiva di favorire un possibile sviluppo turistico.

### Tutti i signori di Gesualdo
1. Guglielmo d'Altavilla (1111-1150 ca d.C.)
2. Elia d'Altavilla (1150 ca-1200 ca)
3. Ruggero d'Altavilla (1200 ca-1212 ca, muore senza prole e lascia i beni feudali al fratellastro Roberto)
4. Roberto Gesualdo (1212 ca.-1245 ca., primo della famiglia che assunse il cognome Gesualdo)
5. Elia II Gesualdo (1246 ca.-1274)
6. Nicolò I Gesualdo (1274-1300 ca., muore con due figlie femmine e perciò lascia i beni feudali al fratello)
7. Mattia I Gesualdo (1300 ca.-1321)
8. Nicolò II Gesualdo (1321-1365)
9. Mattia II Gesualdo (1365-dopo il 1393)
10. Leonetto Gesualdo (1393 ca.-1410 ca., si sposò ma non ebbe figli e perciò lascio i beni feudali al fratello)
11. Sansonetto Gesualdo (1410 ca.-1435 ca.)
12. Luigi II Gesualdo (1436 ca.-1471)
13. Nicolò IV Gesualdo (1471-1480, non ebbe figli e i beni feudali passarono al fratello Luigi)
14. Luigi III Gesualdo (1480-1517)
15. Fabrizio I Gesualdo (1517-1545)
16. Luigi IV Gesualdo (1545-1584)
17. Fabrizio II Gesualdo (1584-1591)
18. Carlo Gesualdo (1591-1613)
19. Isabella Gesualdo (1613-1629)
20. Nicolò Ludovisi (1634-1664)
21. Gianbattista Ludovisi (1664-1682)

Principi di Gesualdo
1. Domenico Gesualdo (1704-1705)
2. Nicola Gesualdo (1705-1738)
3. Fabrizio Gesualdo (1738-1770)
4. Dorizio di Sangro (1770-1772)
5. Giuseppe Caracciolo (1772-1806)

### Simboli
Lo stemma, documentato già nel 1558, è di rosso, alla lettera G maiuscola d'oro. Il gonfalone è un drappo di azzurro.

## Monumenti e luoghi d'interesse

### Centro storico

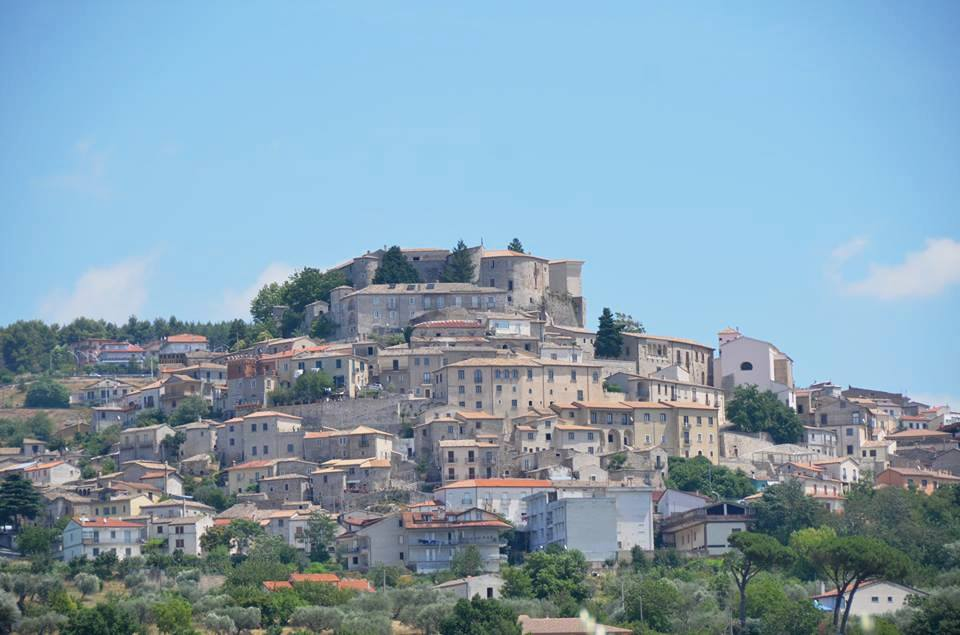
Gesualdo, il centro storico visto da sud-ovest

Dal castello, che si erge imperioso sulla collinetta, scende verso la valle l'antico abitato di Gesualdo, che si snoda a forma di pigna dall'alto verso il basso. Fino al terremoto del 1980 densamente abitato, oggi è semideserto, ma pienamente recuperato.

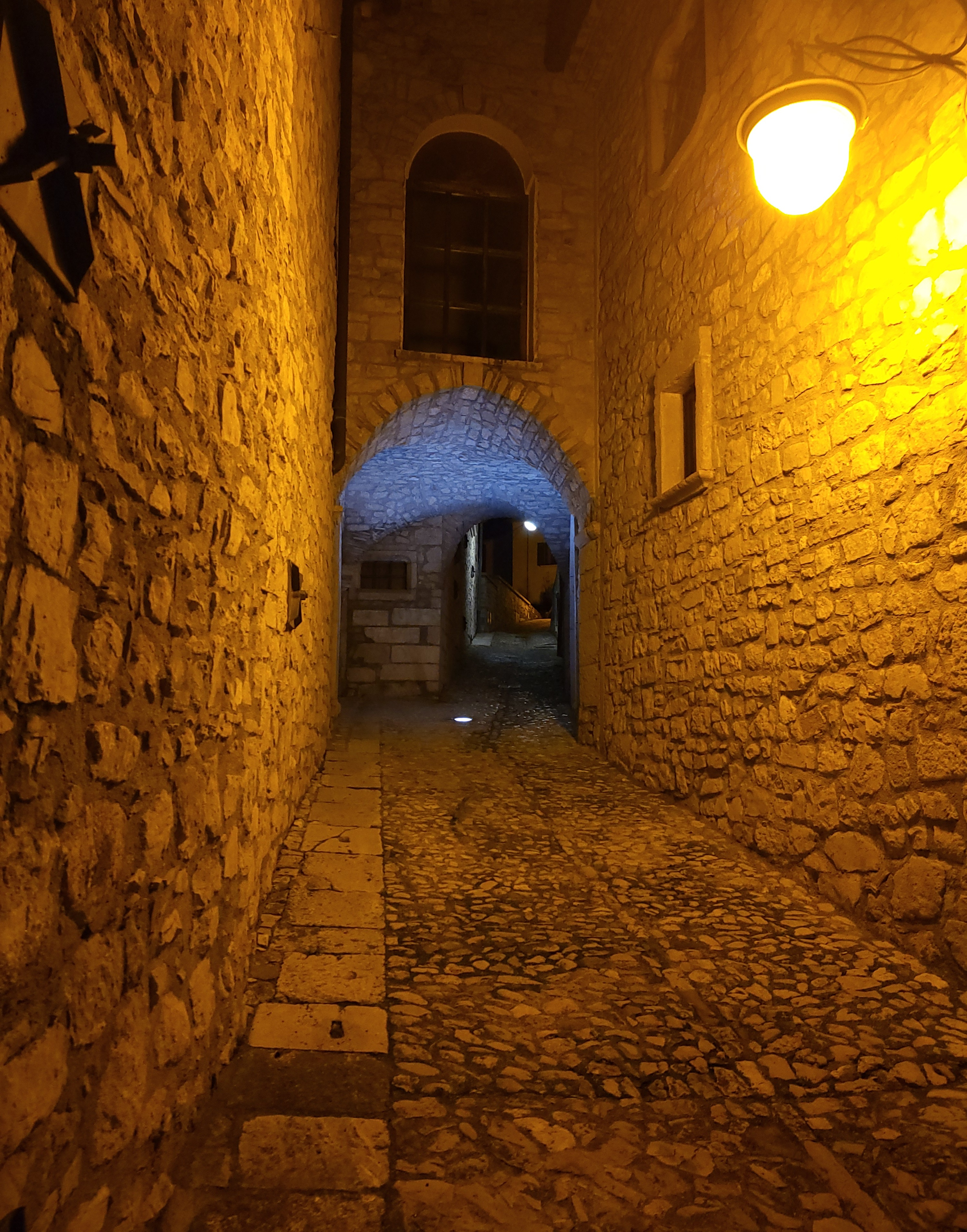
Gesualdo, centro storico, sottopasso di Via Cittadella tra Palazzo Pisapia e Casa Mattioli

 Arroccato tutto attorno al castello, nonostante verso Est non risulti così scosceso come ad Ovest, il centro storico è attraversato da strade pedonali e mulattiere perlopiù pianeggianti, pavimentate in selciato di pietre locali, forse ricavate dagli stessi lavori di sbancamento a suo tempo eseguiti per costruire case e strade.
Se osservato in tutti i suoi particolari (le strade pianeggianti create in luoghi scoscesi, i collegamenti fra le stesse, la predisposizione della abitazioni, i terrazzamenti tutti rivolti verso Sud-Ovest, la visione panoramica che ogni casa ha senza nulla togliere all'altra che la precede o che la segue), esso rappresenta un modello scientifico di alta architettura.
Non a caso negli anni Ottanta la Facoltà di Architettura dell'Università "Federico II" di Napoli utilizzò il centro storico per un approfondito studio architettonico delle strutture urbanistiche.

#### Architetture religiose
- Chiesa Madre di San Nicola
- Chiesa di Santa Maria della Pietà
- Chiesa Succursale di Santa Maria degli Afflitti
- Chiesa del Santissimo Sacramento (Cappellone)
- Chiesa del Santissimo Rosario
- Chiesa dell'Addolorata
- Chiesa di Santa Maria delle Grazie e Convento dei Padri Cappuccini
- Chiesa di San Lorenzo

#### Architetture civili
- Fiera di Gesualdo
- Monumento ai Caduti
- Neviera
- Municipio di Gesualdo (ex Convento dei Celestini)
- Palazzo Pisapia
- Casa Mattioli
- Palazzo Vittoli
- Palazzo Dell'Erario

#### Architetture militari
- Castello di Gesualdo
- Mura di Gesualdo

#### Fontane pubbliche
- Fontana Maggiore
- Fontana dei Putti
- Fontana Canale
- Fontane Cisterna
- Fontana Fiera
- Fontana Nova
- Fontana Danusci
- Fontana Policchio
- Fontana Nocera
- Fontana San Lorenzo
- Fontana Freda
- Fontana Maddalena
- Fontana Tassola
- Fontana Schiavone
- Fontana Ciccobello
- Fontana Celio

## Società

### Evoluzione demografica
Abitanti censiti

### Etnie e minoranze straniere
Al 31 dicembre 2008 nel territorio di Gesualdo risultano residenti oltre 40 cittadini stranieri: Le comunità più rappresentate sono quelle di:
- Ucraina 14
- Romania 12
- Polonia 11

### Lingue e dialetti
Accanto alla lingua italiana, a Gesualdo è in uso una varietà del dialetto irpino.

### Tradizioni e folclore

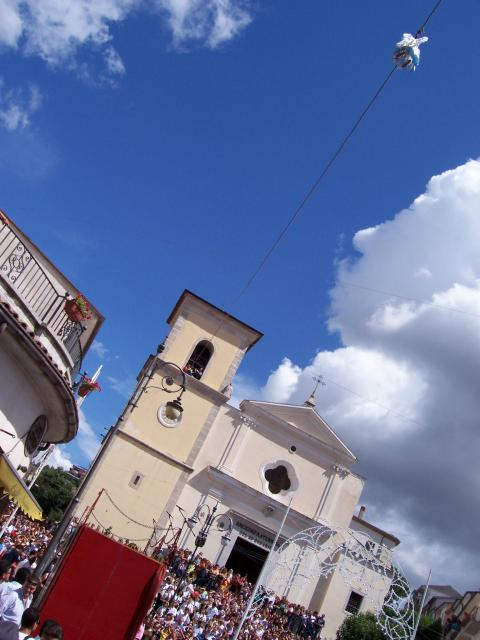
Gesualdo, Piazza Neviera, rappresentazione del Volo dell'Angelo

#### Volo dell'Angelo
La religiosità di Gesualdo s'infervora ogni ultima domenica d'agosto, in occasione della festa del volo dell'Angelo. Il "volo" ebbe origine nell'800, esattamente tra il 1833 e il 1876.
Un bambino vestito da angelo viene aggrappato a una fune di acciaio, tesa tra la torre Nord-Est del castello (detta appunto Torre dell'Angelo) e il campanile della chiesa del SS. Rosario, e tirato mediante l'ausilio di carrucole lungo un tragitto di oltre 100 metri all'altezza di 25 metri sulla sottostante Piazza Neviera. Da un'impalcatura a terra esce il diavolo, sbuffando fumo, dicendo vituperi, con corna e mantello nero. Inizia una disputa dialettica che riprende i testi e le scene delle sacre rappresentazioni medioevali.
Il volo dell'angelo ricorre in occasione dei festeggiamenti in onore di San Vincenzo Ferreri, di cui si conserva in paese una statua settecentesca.
A causa delle misure adottate per il contenimento della pandemia di COVID-19, la manifestazione non ha avuto luogo negli anni 2020 e 2021 secondo i tradizionali schemi.

## Cultura
Gesualdo nel 2022 è entrato a far parte del club dei borghi più belli d'Italia.

### Gesualdo e il Principe dei Musici
La figura storica di Carlo Gesualdo alimenta una forte attività culturale ed artistica nel piccolo centro irpino dove si ripetono periodicamente convegni, concerti ed incontri incentrati sulla celebrazione del genio musicale che fece del castello di Gesualdo fecondo luogo di studio e sperimentazione delle sue arti.
Nel corso degli ultimi decenni Gesualdo ha ospitato diverse personalità del mondo della musica e della cultura che hanno fortemente contribuito alla valorizzazione della figura del Principe.
Il compositore Igor' Fëdorovič Stravinskij, insieme allo studioso Robert Craft, visitò Gesualdo negli anni '50 del XX secolo ripercorrendo i luoghi cari al Principe Carlo prima di comporre la sua opera, il Monumento pro Gesualdo da Venosa.
Il regista tedesco Werner Herzog girò nel 1995 un film-documentario ambientato a Gesualdo ed interpretato dalla cantante-attrice Milva dal titolo Gesualdo: Morte a cinque voci in cui ripercorse le vicende personali ed artistiche del Principe Carlo.
L'autore siciliano Salvatore Sciarrino venne insignito della cittadinanza onoraria di Gesualdo per le sue opere dedicate a Carlo Gesualdo. Franco Battiato, profondo conoscitore della musica del Principe ed autore di una canzone intitolata Gesualdo da Venosa, si esibì in un concerto proprio a Gesualdo riscuotendo grande consenso di pubblico.
Nel 2009 il regista Luigi Di Gianni realizzò un film-documentario dal titolo Carlo Gesualdo. Appunti per un film.
Il dibattito sui temi e sull'opera musicale del Principe Carlo è ancora oggi molto intensa grazie agli approfondimenti ed agli studi di autori di fama mondiale come Glenn Watkins.
Sulla scia di tanta attenzione ed interesse a Gesualdo operano associazioni ed istituzioni culturali attive nell'opera di valorizzazione e promozione della figura del Principe Carlo Gesualdo.

Igor Strawinsky, in visita a Gesualdo, nel cortile del Castello insieme a Robert Craft, foto 1956

### Cucina

#### Prodotti tipici
- Prodotti ortofrutticoli (tra questi in particolare il sedano[40], in dialetto irpino "accio", il pomodorino seccagno[41] e il peperone papaccella[42] rosso liscio, che hanno ricevuto il marchio di tipicità regionale)
- Produzione di vino Irpinia DOC (sottozona Campi Taurasini)[43] e vino Campania IGT[44]
- Produzione di olio Irpinia - Colline dell'Ufita con marchio DOP/IGP da Reg. UE 203/2010 (GUCE L61/29 dell'11.03.2010)

#### Piatti tipici
Grazie alla propizia esposizione e alla ricchezza di fonti d'acqua, il territorio di Gesualdo fornisce colture orticole pregiate; tra questi da segnalare quella del sedano. Da sempre i gesualdini vengono, e non a caso, appellati con il nomignolo di menestrari (verdurai), per le copiose produzioni ortofrutticole che arricchivano i mercati locali e dei paesi vicini. Tra le ricette e i piatti tipici si citano:
- lachene e fasule (tagliatelle e fagioli)
- menesta 'mmaretata (verdure e carne in brodo)
- pizza ionna (impasto di farina di granturco)
- fusilli e cauzuni (fusilli e ravioli alla ricotta)
- cecaruoccole (cecatielli e vruoccole) (cavatelli con i broccoli)
- panzetta r'aino 'mbottita (Pancetta di agnello farcita)
- sopersate (soppressate).

### Eventi

#### Giornate Gesualdiane (nel corso dell'anno)
Conferenze, rassegne musicali e manifestazioni dedicate a Carlo Gesualdo.

#### Passione di Gesualdo (Venerdì Santo)
Dagli anni Novanta del Novecento, al termine della secolare Via Crucis cittadina accompagnata dal suono delle tradizionali troccole e raganelle, viene messa in scena la rappresentazione vivente della Passione di Cristo: il sagrato del Cappellone diventa sede del processo di fronte a Ponzio Pilato; la scalinata di collegamento tra Piazza Umberto I e Piazza Neviera accoglie il corteo della salita al Calvario, che sfila sulle musiche di Carlo Gesualdo; i bastioni del castello ospitano la crocifissione, con spettacolari effetti di luce.

#### Vambalèriedi Sant'Andrea (30 novembre)
Accensione di falò, detti vambalèrie, per le strade cittadine e le zone rurali. Tale tradizione nacque nell'Ottocento in onore di Sant'Andrea, a seguito dell'abbattimento del tiglio collocato nell'attuale Piazza Umberto I, il cui legno fu in parte bruciato e in parte utilizzato per la realizzazione della statua del santo, ancora oggi conservata in una cappella della chiesa madre di San Nicola, che dal XVII secolo custodisce anche una sua reliquia.

#### Eventi tradizionali non più organizzati annualmente
- Carnevale Gesualdino (prima edizione: 1969; ultima edizione: 2017): sfilata di carri allegorici di cartapesta e gruppi di ballo mascherati
- Presepe Vivente (prima edizione: 1991; ultima edizione: 2018): rappresentazione di scene di vita all'epoca della nascita di Gesù nei vicoli del centro storico
- Palio dell'Alabarda (prima edizione: 1995; ultima edizione: 2004): rievocazione storica dell'incontro di riconciliazione tra Carlo Gesualdo e il figlio Emanuele, avvenuto a Gesualdo nel 1609

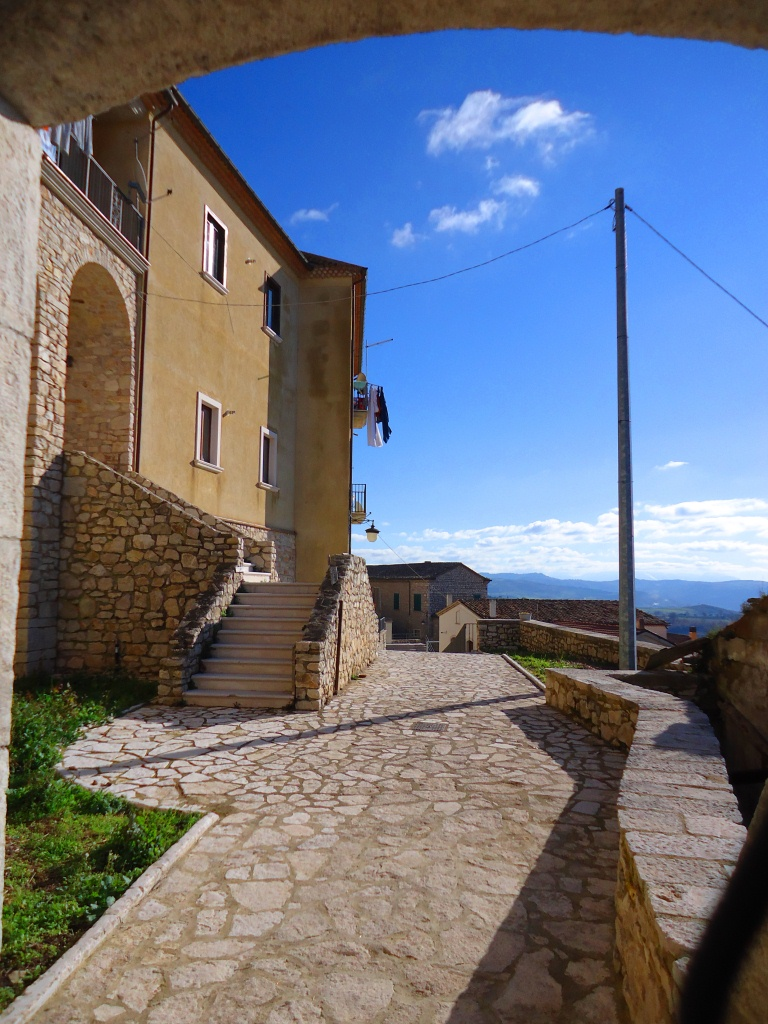
Gesualdo, centro storico, Secondo Vico Pescone e l'ex caserma dei Carabinieri, già Palazzo Volpe

## Economia
Una quota significativa del reddito delle famiglie proviene dal terziario, in particolare dai settori dell'istruzione, della sanità, dell'amministrazione pubblica e delle professioni. Fiorente il settore legato all'artigianato e alla piccola impresa, per la presenza di stimati maestri nella lavorazione della pietra, del legno e del ferro e di vari opifici industriali. Importante l'apporto dell'agricoltura.

### Le pietre di Gesualdo
Gesualdo è conosciuta per la presenza nel suo territorio di cave di onice, una pietra di grande effetto decorativo, trasparente quando tagliato in lastre sottili, ricco di venature. Il celebre architetto Luigi Vanvitelli lo utilizzò a profusione nella Reggia di Caserta e Carlo di Borbone lo commissionò per il palazzo reale di Portici. Sono inoltre in onice di Gesualdo alcuni elementi del frontespizio del Duomo di Avellino, il fonte battesimale della cattedrale e alcune decorazioni nella chiesa di Santa Chiara in Napoli.
Oltre all'onice, nel territorio di Gesualdo si trovano anche cave di Breccia Irpina (che prende il nome di Favaccia o Favaccina a seconda delle dimensioni dei clasti), il cui utilizzo è ampiamente diffuso in edilizia.

## Geografia antropica
Il comune di Gesualdo comprende le frazioni Piano della Croce e Torre dei Monaci, distanti rispettivamente 2,5 e 4,5 km dal centro cittadino.

## Infrastrutture e trasporti
Il comune è raggiungibile percorrendo la strada provinciale ex SS 428.
Autobus: tratte giornaliere da e per Napoli, Avellino via Grottaminarda servite da AIR Campania, già A.IR. Autoservizi Irpini.

## Amministrazione

### Gemellaggi
Gesualdo è gemellata con:
- Venosa, dal 2015

### Altre informazioni amministrative
Il comune fa parte dell'Unione dei comuni Terre dell’Ufita.

## Sport
La principale squadra di calcio di Gesualdo è l'Unione Sportiva Gesualdo fondata nel 1927.
La compagine gesualdina ottenne i migliori risultati sportivi negli sessanta del secolo scorso con la partecipazione al campionato di Prima Categoria Campania nelle stagioni 1964-1965 e 1965-1966. Attualmente milita nel campionato di Promozione regionale.
Molto seguita a Gesualdo era la pratica della pallavolo femminile, con la compagine locale della Real Gesualdo Volley, protagonista di significativi piazzamenti e vittorie in vari campionati provinciali e regionali.